# Lilly Truscott
Lillian "Lilly" Truscott es un personaje de ficción de la serie Hannah Montana, el cual está interpretado por Emily Osment.

## Biografía
Lilly se enteró de que Miley es en realidad Hannah Montana en el primer capítulo de la serie, titulado: "Lilly, ¿quieres saber mi secreto?". En ese episodio Lilly entra en el camerino de Hannah Montana después de un concierto y acaba descubriéndola, lo que hace que se sienta confusa, porque Lilly es a la vez una gran fan de Hannah Montana.
En el transcurso de la serie se ve que Lilly es una chica muy agradable e de inocencia infantil, cuenta con buenos sentimientos al no decir a nadíe el secreto de su mejor amiga, pese a que tiene una extraña obsesión por la gente famosa, que la lleva a gritar y salir corriendo detrás de cualquier famoso que le pase por delante, lo cual avergüenza a Miley cuando es Hannah Montana. Aparte de perseguir famosos, Lilly tiene otras aficiones como el skate, ir al centro comercial o a la playa para ver chicos o solamente para salir, o simplemente hacer de animadora. Además se nota que es una gran fan de Orlando Bloom. Le encanta usar gorros.
En la segunda temporada de Hannah Montana sus padres se divorciaron. En un capítulo su madre, la señora Truscott (interpretada por Heather Locklear) sale con el padre de Miley Robby Ray Stewart, y aunque no todo sale bien, al final se vuelven buenos amigos.

## Lola
Cuando Lilly esta con Hannah, se hace pasar por una chica llamada Lola, presentándose como la hija rica del famoso Mogul. Lola es la mejor amiga de Hannah, y casi siempre usa accesorios punk y extravagantes. Estas son todas las personalidades que usa Lilly:
- Lola Luftnagle: La Lola más común. Esta Lola usa una peluca morada y accesorios punky. El tema de su vestuario es la ropa cyberpunk fashion o simplemente el maquillaje.
- Lola LaFonda: Esta Lola usa una peluca roja y ropa punk. Ha aparecido en los episodios: Miley Get Your Gum , Ooo, Ooo, Itchy Woman y Cuffs will Keep Us Togheter.
- Lola LaBamba: Esta Lola lleva el pelo coloreado ciánico con una venda roja.
- Lola BeCappin: Esta Lola tiene un traje rubio, uñas rojas realmente largas y  pintalabios  rojo.
- Lola LaGinda: Esta Lola usa una peluca naranja y un traje de color pastel.

## Relaciones
- Miley Stewart (Miley Cyrus): Es la mejor amiga de Lilly. En las primeras temporadas, Miley opina que Oliver y Lilly deberían ser novios pero ellos se niegan. Ella le cuenta que es Hannah en el primer episodio: "Lilly, do you wanna know a secret?"

- Oliver Oken (Mitchel Musso): Es el mejor amigo de Lilly y de Miley. A partir del episodio de la tercera temporada, "What I don`t like about you" empieza a salir con Lilly. Ella y él discuten mucho pero al final, terminan reconciliándose. A Lilly le gusta referirse a él como su "olibonito" (en la versión latinoamericana) o como su "olipop" (en la versión española y estadounidense).

- Jackson Stewart (Jason Earles): Es el hermano de Miley, y por lo tanto es como un hermano para Lilly. En varias ocasiones se los ve muy unidos, como grandes amigos. Es el mejor amigo de Lilly en la cuarta temporada.

- Robby Ray Stewart (Billy Ray Cyrus): Es el padre de Miley, y es como un segundo padre para Lilly.

## Voces oficiales
- Sara Heras: España
- Mitzy Corona: Latino